# Земля осіння
«Земля осіння» (англ. The Autumn Land) — науково-фантастичне оповідання Кліффорда Сімака, вперше опубліковане журналом «Fantasy & Science Fiction» у жовтні 1971 року.

## Сюжет
Під час економічної депресії, коли багато безробітних вирушали в дорогу у пошуках роботи, інженер Нельсон Ренд вирішив вирушити на ферму свого покійного дядька, щоб там перечекати кризу.
Але він потрапляє в село, де більшість будинків є порожніми і, наче, очікують на людей.
Нельсон вирішує провести в селі деякий час. Всім необхідним його забезпечує молочник, який не потребує грошей.
Проведення якихось змін у селі не вітаються молочником.
Коли в селищі окрім Нельсона не залищається нікого, молочник пояснює, що з селища не можна повернутись назад, воно є тільки зупинкою на шляху далі.